# Покатиловка (Западно-Казахстанская область)
Покати́ловка (каз. Покатиловка) — село в Теректинском районе Западно-Казахстанской области Казахстана. Административный центр Покатиловского сельского округа. Находится примерно в 13 км к юго-юго-западу (SSW) от села Фёдоровка, административного центра района. Код КАТО — 276255100.

## Население
В 1999 году численность населения села составляла 1543 человека (804 мужчины и 739 женщин). По данным переписи 2009 года, в селе проживало 996 человек (454 мужчины и 542 женщины).
Известные уроженцы
- Гребнев, Андрей Феоктистович (1912—1973) — Герой Советского Союза, генерал-майор.